# 2-氯苯胺
2-氯苯胺是一种有机化合物，化学式为C6H4ClNH2。它可由2-硝基氯苯和硼氢化钠或氢气的还原反应制得。它在水杨酸催化下，可以和亚硝酸叔丁酯反应，脱去氨基，得到氯苯。